# Tính khuynh hướng
Tính khuynh hướng (tiếng Pháp: caractère tendancieux). Thường dùng với nghĩa khẳng định, chỉ sức mạnh nghệ thuật hướng tới tư tưởng, nhiệt tình và niềm tin về các vấn đề trong đời sống xã hội mà tác giả truyền cho người đọc thông qua hình tượng sinh động.
Tính khuynh hướng là điều kiện cần thiết để có tính tư tưởng và tính nghệ thuật cao trong sáng tác. Nó biểu hiện không những ở quan điểm và thái độ nhìn nhận đúng đắn các hiện tượng đời sống được miêu tả, mà còn ở sự nhận thức được chiều sâu của các hiện tượng ấy, miêu tả được sự vận động và xu thế phát triển tất yếu của cuộc sống. Như vậy, tính khuynh hướng không phải là một ý đồ chủ quan không có cơ sở của nhà văn mà là một xu thế tư tưởng bắt nguồn từ cuộc sống, từ đấu tranh xã hội. Nhà văn phải nhạy bén, cảm nhận được bước đi của thời đại, nhìn ra chiều hướng phát triển của lịch sử theo quy luật thì mới có thể sáng tác được những tác phẩm giàu tính khuynh hướng.
Tính khuynh hướng trong văn học nghệ thuật bao giờ cũng toát ra một cách tự nhiên từ sự miêu tả sinh động đời sống chứ không phải qua những lời lý thuyết khô khan, hoặc những tư tưởng trừu tượng.
Xác định mối liên hệ nội tại giữa văn học với các vấn đề xã hội và chính trị, khái niệm tính khuynh hướng là tiền thân của khái niệm tính đảng trong văn học sau này.